# 劉季崇
劉季崇（15世紀—15世紀），江西南昌府南昌縣梓溪人，明朝政治人物。

## 生平
劉季崇是景泰七年（1456年）丙子科舉人，天順元年（1457年）丁丑科會試中副榜，以母老求乞養，授廬州訓導，母親去世後於天順年間改任將樂訓導，優於學識、條教嚴明、誨人不倦，拿出俸祿餘資給貧窮諸生，在任內去世，入祀名宦祠。

## 引用
1. 1 2  同治《南昌縣志·卷十五·人物志》：劉季崇，梓溪人，景泰丙子舉人，天順間任將樂訓導，優於學識、教條嚴明，常分俸以周貧士。 《福建通志》 按《劉氏嗣聲錄》季崇作季從，丁丑會試乙榜，以母老乞養，授廬州訓導，母沒起補將樂署知縣，卒官，祀名宦。
2. ↑  四庫全書《福建通志·卷三十一·名宦三》：劉季崇 南昌人，天順間將樂訓導，優於學識，條敎嚴明，常分俸以周貧士。
3. ↑  乾隆《將樂縣志·卷六》：劉季崇，南昌人，天順間由舉人署將樂訓導，優於學識、條教嚴明、誨人不倦，諸生中貧者分俸餘資之，卒於官。